# 名古屋の“巨人ファン先生”信念教育事件
名古屋の“巨人ファン先生”信念教育事件（なごやの“きょじんふぁんせんせい”しんねんきょういくじけん）は、1982年（昭和57年）11月10日に愛知県名古屋市北区の市立味鋺小学校で発生した教諭による体罰事件。プロ野球・読売ジャイアンツ（巨人）のファンである男性教諭A（当時34歳）が児童たちに「プロ野球のどのチームのファンか」と繰り返し尋ね、中日ドラゴンズのファンを殴るなどと予告しても最後まで中日ファンであると答え通した男子児童3人を平手打ちした事件である。

## 事件の経緯
事件を起こした男性教諭Aは当時4年6組の担任であったが、事件当日の11月10日は4年4組の担任教諭X（当時47歳）が親類の葬儀で欠勤したため、同組の1時限目である国語の授業を代行で執り行った。Aは山梨県の大学を卒業後に名古屋市の小学校教員となり、事件当時は味鋺小学校に着任してから6年目で、野球部の顧問も務めており、「しつけに厳しい」ということで父母からは人気があったという。また、彼は同僚も認める大の巨人ファンでもあった。
授業に入る前、Aは児童たちに「最近決まりを守らない者がいる」と生活態度について注意した後、男子児童の1人が巨人のマークのついた上着を着ているのを見て、「俺も巨人ファンだ」とプロ野球の話を始めた。Aは児童たちに対し、同年にセントラル・リーグ優勝を果たした中日が出場した日本シリーズなどについて言及した上で、「ドラゴンズは優勝したが、ファンのマナーは悪い。巨人ファンはマナーがいいぞ。ドラファンは立ってみろ」と言ったところ、全児童39人のうち、女子を含む22人が起立した。また、Aはこの時に「巨人ファンはいるか」とも聞いていたが、巨人ファンは数人だったという。これに対し、Aが「ドラファンは面白くない。ドラファンは先生がこれから殴るが、取り消す人は今のうちに座れ」と言ったところ、17人は着席したが、残る5人はそのまま立ち続けた。この5人の男子児童はAから「一人10発殴る」「殴られてもいいんだな」と念を押されても「中日が好きだ」と言い張ったため、Aは5人を教壇に並ばせ、最初の1人を一発平手打ちした。これを見た残る4人のうち、2人は「巨人ファンになります」と許しを請うたが、残る2人は意思を曲げず、それぞれAから平手打ちを受けた。『中日新聞』の第一報では殴られた箇所は「右頬」となっていたが、書類送検を報じた記事では「左頬」となっている。
その後、Aは他の児童に対し「勇気ある3人に拍手しろ」と促した。Aは「力を加減した」というが、被害を受けた3人はその日、1日中頬に痛みが残っており、特に1人は頬についたAの手形が昼まで消えず、2日ほど耳の具合が悪かったという。翌11日に児童がXにこの事実を話したことや、父母の抗議があったことを受け、校長の中川晋吾らがAや児童たちから聞き取りを行い、事件を把握した。中川は「全く考えられない行為で、申し訳ない」と被害児童3人の保護者に謝罪したほか、Aを注意するとともに事実を名古屋市教育委員会へ報告した。また被害児童の保護者の1人は事件後、「あまりにひどい」と愛知県北警察署に被害届を提出、北署は同年12月9日にAを暴行容疑で名古屋地方検察庁へ書類送検した。しかし卒業生の父母が中心となって寛大な処分を求める署名運動を行い、3,230人の署名を集めて嘆願書を北署に提出したことや、被害児童の父母の一部からも寛大な措置を願う声が寄せられたこと、Aが事件後に深く反省していたこと、日ごろの態度などを考慮し、北署は書類送検にあたって「起訴猶予相当」の意見書を付した。
Aは事件前にも、自身の担当する6組で同様の手段を用い、中日ファンだった児童を全員巨人ファンに「転向」させたことがあり、その時は暴力沙汰には至らなかったが、全員が巨人ファンに鞍替えしたのを見て「お前ら、たかが殴られることぐらいで信念を曲げるのか」と児童たちを諭していたという。

## 動機
Aは事件の経緯について、このころ廊下を走るなど児童たちの生活態度が悪く、自身が教室に入った際も児童たちがざわついていたことから注意せねばならないと考えたことや、偶然巨人のマーク入りの上着を見て話題が弾んだこと、代行授業であるために児童たちが自分の授業の雰囲気になかなか乗ってこなかったため、授業を盛り上げようと共通の話題である野球の話を振ったということなどを述べた。その上で、中日ファンの児童たちを殴った動機については「信念が生やさしいものでないことを教えたかった」と供述したが、マナーや信念を教えるためにプロ野球のファンの例を挙げて子供に踏み絵同然の行為をさせたことや、信念を貫いたはずの3人を殴ったという矛盾した行為をしたことについては「殴ると言った手前、つい引っ込みがつかなくなった」と弁解していた。また、Aは「大の巨人ファン」と報じられていたが、その点については「長島がいなくなってからは魅力がなくなって、今年はナゴヤ球場（当時の中日の本拠地）で一度、中日 - 巨人戦を見ただけ」と弁解していた。
事件を受け、校長の中川は「びっくりした。中日ファンが憎くてしたのではないようだが、暴力を振るってはいけない。子どもを教材にするなどもってのほかで、信念を教えることとは違う」と話した。名古屋市教育委員会学校教育部長の鳥居大は、Aの教育の意図（プロ野球という子どもたちにも身近で具体的な材料を例に挙げ、マナーや信念について教えようとした意図）には理解を示したものの、肉体的苦痛を与えたことは不適切であり、「やり方があまりにも稚拙」であると評した。

## 事件後
ドラゴンズの親会社である中日新聞社が発行する『中日新聞』は同年11月17日の夕刊社会面トップで本事件をスクープし、記事中で「あまりにひどい」「全く考えられない行為」とAの行為を強く非難した。一方で巨人の親会社であった読売新聞社のグループ会社・中部読売新聞社が発行していた『中部読売新聞』も後追いする形で本事件を報じたが、ベタ記事で扱うにとどまり、見出しにもAが巨人ファンであったことは書かなかった。
『中部読売新聞』は同月21日付の社会面トップで、事件の起きた味鋺小学校では事件前の10月下旬にも、3年4組の担任である熱狂的な中日ファンの男性教諭が教室内に中日の選手たちの写真を張り巡らせた上で、児童から勧められるがままに中日応援団用の水色法被を着て授業を行っていたことが発覚し、名古屋市教育委員会が相次ぐ教諭たちの「脱線」にショックを受けている――という旨を報じた。この出来事を報じた紙面には名古屋大学教授（教育学）・堀内守のコメントも掲載されているが、堀内は約10年前に東京から名古屋に引っ越した際、当時小学生だった自身の息子が巨人の堀内恒夫と同姓であるという理由から学校でいじめを受けたことがあることを明かした上で、Aの事件については「明らかに行き過ぎ」としながらも、その後の「告発」騒動については「私の息子のようにドラゴンズファンのヤリ玉に上げられたような気がする」と述べ、また法被事件の教諭については中日の法被だけでなく、巨人の法被も着て巨人ファンの子供にサービスするくらいの余裕が欲しかったと述べている。
Aは実名ではなく仮名で報じられたが、事件後には中日ファンから学校に「その先公 (A) の名前を教えろ。これから乗り込んでやる」「爆弾を仕掛ける」などの脅迫電話が相次いだ。『週刊朝日』は本事件について、仮に阪神タイガースや広島東洋カープの地元でこのような事件が起きていれば「空恐ろしい気がしないでもない」と報じていた。